# Hydrolagus lusitanicus
Pour les articles homonymes, voir Chimère.
Chimère portugaise
Espèce
Statut de conservation UICN

 LC  : Préoccupation mineure
Hydrolagus lusitanicus, la Chimère portugaise, est une espèce de poissons abyssaux de la famille des Chimaeridae (ordre des chimères).

## Description
La chimère portugaise mesure jusqu'à 118 cm de longueur pré-caudale. Elle a un corps lourd, de couleur rose à brun clair avec une zone blanchâtre du museau jusqu'à la nageoire pectorale. Certains individus peuvent avoir de petites taches claires ou foncées irrégulièrement réparties sur le corps. Toutes les nageoires sont de couleur bleu-violet. Les yeux sont petits et la queue très courte. 
La première nageoire dorsale est haute et triangulaire, la seconde est droite et de hauteur uniforme. La nageoire caudale a un lobe dorsal de hauteur égale ou légèrement inférieure au lobe ventral. La nageoire pectorale est presque deux fois plus longue que large.
Très peu de données sont connues pour cette chimère pour laquelle seuls 22 spécimens ont été  collectés, tous à au moins 1 600 m de profondeur. C'est une espèce ovipare.

## Répartition
Cette espèce a uniquement été recensée au Portugal.

## Systématique
L'espèce Hydrolagus lusitanicus a été décrite pour la première fois en 2005 par les ichtyologistes portugais Teresa Moura (d), Ivone Figueiredo (d), Pedro Bordalo-Machado (d), Conceição Almeida (d) et Leonel S. Gordo (d).
Cependant, certains auteurs,, questionnent la validité de cette espèce, qui pourrait être un variant de couleur d'Hydrolagus pallidus.

### Publication originale
- (en) T. Moura, I. Figueiredo, P. Bordalo-Machado, C. Almeida et L. S. Gordo, « A new deep-water chimaerid species, Hydrolagus lusitanicus n. sp., from off mainland Portugal with a proposal of a new identification key for the genus Hydrolagus (Holocephali: Chimaeridae) in the north-east Atlantic », Journal of Fish Biology, Wiley-Blackwell, vol. 67, no 3,‎ septembre 2005, p. 742-751 (ISSN 0022-1112 et 1095-8649, OCLC 1754591, DOI 10.1111/J.0022-1112.2005.00774.X).

## Étymologie
Son épithète spécifique lusitanicus lui a été donné car l'espèce est endémique des eaux côtières du Portugal, autrefois nommé Lusitanie dans l'Empire romain.